# Tovomita plumieri
Tovomita plumieri är en tvåhjärtbladig växtart som beskrevs av August Heinrich Rudolf Grisebach. Tovomita plumieri ingår i släktet Tovomita och familjen Clusiaceae. Inga underarter finns listade i Catalogue of Life.